# 焦作市人民英雄纪念塔
焦作市人民英雄纪念塔是中华人民共和国河南省焦作市山阳区东方红街道的一个紀念碑，位于焦作市解放路和塔南路丁字路口的环岛上、东方红广场南侧。塔身为六棱柱，由火焰形路灯围绕。它是焦作市的省级文物保护单位和爱国主义教育基地。

## 历史
1945年9月，中共太行军区第八分区和太行第八专署决定在焦作广场（今焦作贸易大厦处）建立四（八）分区抗日烈士纪念碑。
1945年11月15日，焦作举行了纪念碑奠基仪式。1946年1月20日，纪念碑落成。
1946年10月，第二次国共内战中，国民党军占领焦作，纪念碑受到严重破坏。1948年10月，解放军重新占领焦作，共产党政府拨巨款修复纪念碑。
1959年，焦作广场的抗日烈士纪念碑迁至解放中路文化宫广场（今东方红广场）南侧，并改名为纪念塔。1970年，纪念塔出现了塔基裂缝和塔身倾斜，焦作市革命委员会出巨资进行加固整修。在此期间纪念塔原有的刘少奇题词被改为了北京人民英雄纪念碑上的“人民英雄永垂不朽”。
改革开放后，焦作市政府和市委决定在市烈士陵园中心按原纪念碑题词、碑文的布局结构，拨专款迁建太行四分区抗日烈士纪念碑。并请中共中央高级领导题词。1993年12月26日，纪念碑落成后，东方红广场的纪念塔仍保留了下来。